# شهرستان اوون (کنتاکی)
شهرستان اوون، کنتاکی (به انگلیسی: Owen County, Kentucky) یک سکونتگاه مسکونی در ایالات متحده آمریکا است که در کنتاکی واقع شده‌است.